# República Checa en los Juegos Olímpicos de Sochi 2014
La República Checa estuvo representada en los Juegos Olímpicos de Sochi 2014 por un total de 88 deportistas que compitieron en 13 deportes. Responsable del equipo olímpico fue el Comité Olímpico Checo, así como las federaciones deportivas nacionales de cada deporte con participación.
La portadora de la bandera en la ceremonia de apertura fue la esquiadora alpina Šárka Strachová.

## Medallistas
El equipo olímpico checo obtuvo las siguientes medallas:
| Nombre                                                             | Deporte               | Competición      |
| ------------------------------------------------------------------ | --------------------- | ---------------- |
| Oro                                                                |                       |                  |
| Martina Sáblíková                                                  | Patinaje de velocidad | 5000 m F         |
| Eva Samková                                                        | Snowboard             | Campo a través F |
| Plata                                                              |                       |                  |
| Ondřej Moravec                                                     | Biatlón               | 12,5 km M        |
| Gabriela Soukalová                                                 | Biatlón               | 12,5 km F        |
| Veronika Vítková Gabriela Soukalová Jaroslav Soukup                | Biatlón               | Relevo mixto     |
| Martina Sáblíková                                                  | Patinaje de velocidad | 3000 m F         |
| Bronce                                                             |                       |                  |
| Jaroslav Soukup                                                    | Biatlón               | 10 km M          |
| Ondřej Moravec                                                     | Biatlón               | 15 km M          |
| Eva Puskarčíková Gabriela Koukalová Jitka Landová Veronika Vítková | Biatlón               | 4 × 6 km F       |